# Hyperwithius tonkinensis
Hyperwithius tonkinensis es una especie de arácnido del orden Pseudoscorpionida de la familia Withiidae.

## Distribución geográfica
Se encuentran en Vietnam.